# بخش مائو
بخش مائو (به انگلیسی: Mau district) یک منطقهٔ مسکونی در هند است که در Azamgarh division واقع شده‌است. بخش مائو ۱٬۷۱۳ کیلومتر مربع مساحت و ۲٬۲۰۵٬۹۶۸ نفر جمعیت دارد.